# Водеяр
Футзальний клуб «Водеяр» або просто «Водеяр»  — український футзальний клуб з міста Кременчук Полтавської області.

## Історія
«Водеяр» дебютував у вищій лізі чемпіонату України з футзалу 1993 року, ставши другою командою з Кременчука. Раніше в чемпіонаті виступав кременчуцький «Синтез» (правонаступник — КрАЗ), який також грав у сезоні 1994 року. За результатами турніру «Водеяр» посів високе, як для новачка, шосте місце. Керував командою граючий тренер Сергій Шаманський. Команда також увійшла до числа восьми учасників фінального турніру кубка країни, але не зуміла пробитися в півфінал.
У наступних двох сезонах «Водеяр» зайняв відповідно восьме й тринадцяте місце, після чого команда припинила виступи у вищій лізі чемпіонату України.
У 2011 році команду відродили, після чого вона почала виступати в регіональних змаганнях
Серед відомих гравців клубу — Ігор Шабанов і Віктор Віхарєв, запрошувалися до збірної країни з футзалу.

## Зала
Свої домашні матчі «Водеяр» проводив у кременчуцькому залі СК «Політехнік», який вміщує 500 сидячих місць

## Відомі гравці
- Ігор Шабанов
- Віктор Віхарєв
- Сергій Шаманський (граючий тренер, 1993—1996)